# Шишкин, Александр Иванович
 Алекса́ндр Ива́нович Ши́шкин  (30 августа 1910, Калинино, Ярославская губерния — 10 апреля 1969, Ярославская область) — командир роты 202-го гвардейского стрелкового полка (68-я гвардейская стрелковая дивизия, 40-я армия, Воронежский фронт). Герой Советского Союза.

## Биография
Родился 30 августа 1910 года в деревне Калинино в крестьянской семье. Окончил семилетнюю школу и школу ФЗУ. После окончания в 1933 году Московского педагогического института имени А. С. Бубнова работал учителем географии в школе города Нарьян-Мар, преподавателем в педагогическом техникуме народов Крайнего Севера. В 1937—1941 годах учился в Томском государственном университете. В августе 1941 года Гаврилов-Ямским райвоенкоматом Ярославской области был призван в РККА. В 1942 году окончил курсы младших лейтенантов.
С августа 1942 года воевал на Сталинградском, Донском, Воронежском фронтах.
25 сентября 1943 года 7-я стрелковая рота во главе с командиром роты гвардии лейтенантом Шишкиным под сильным артиллерийско-миномётным и пулемётным огнём, а также бомбардировкой с воздуха форсировала реку Днепр в районе села Балыко-Щучинка. После ожесточённого боя, длившегося около пяти часов, выбил противника из укреплённого пункта. За три дня боёв рота Шишкина отбила более 30 контратак противника, уничтожив до роты немецких солдат и офицеров. 28 сентября, будучи тяжело раненым, Шишкин продолжал управлять боем своего подразделения и только после подхода подкрепления оставил поле боя.
Указом Президиума Верховного Совета СССР от 13 ноября 1943 года за успешное форсирование реки Днепр, прочное закрепление плацдарма на западном берегу реки Днепр и проявленные при этом отвагу и геройство гвардии лейтенанту Шишкина Александру Ивановичу присвоено звание Героя Советского Союза с вручением ордена Ленина и медали «Золотая Звезда».
После госпиталя, лечения в 1946 году был комиссован по состоянию здоровья. В 1947 году окончил аспирантуру при Ярославском педагогическом институте. Работал ассистентом на кафедрах географии в педагогических институтах. В 1953 году вернулся в Гаврилов-Ям, работал учителем географии.

## Награды
- Медаль «Золотая Звезда» (13.11.1943)[2];
- орден Ленина (13.11.1943);
- медали.

## Память
- В центральном сквере города Гаврилов-Ям установлена мемориальная доска.
- Именем Героя Шишкина названа улица в городе Гаврилов-Ям.